# Struga
Struga ([ˈstruɡa]ⓘ macedonio: Струга, albanés: Strugë) es una ciudad y un destino turístico popular en la región suroeste de Macedonia del Norte, que queda en la orilla del lago Ohrid. La ciudad de Struga es la capital del municipio homónimo.

## Historia
Los orígenes del nombre Struga proviene del antiguo eslavo. Hay dos teorías referentes al nombre, ambas defendidas por los habitantes locales de la región de Struga. La primera teoría es que el nombre de la ciudad proviene de la ubicación geográfica de la ciudad. Ubicada al pie de un valle abierto y sujeto a un clima ventoso, se sugiere que el nombre proviene del antiguo eslavo: струже ветер (donde sopla el viento). La segunda teoría dice que el nombre de la ciudad proviene de la antigua palabra eslava straga, que significa una cruz.
Struga se encuentra en un valle abierto al lago Ohrid. El antiguo nombre de la ciudad es Enchalon, la antigua palabra griega para la anguila, una especie de pez que vive en el lago Ohrid. El Drin Negro comienza en el lago y divide la ciudad.

## Galería

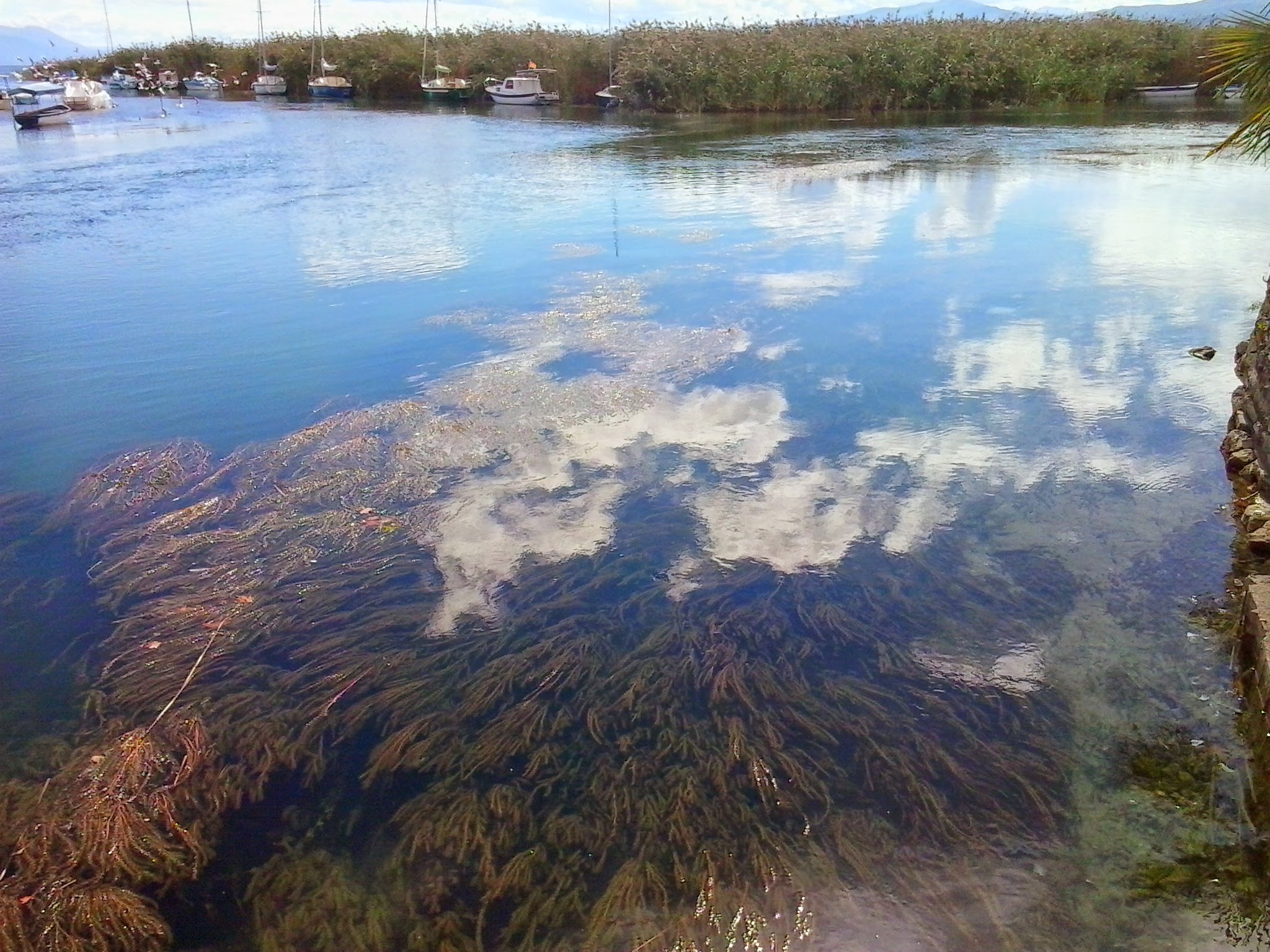
Septiembre de 2014
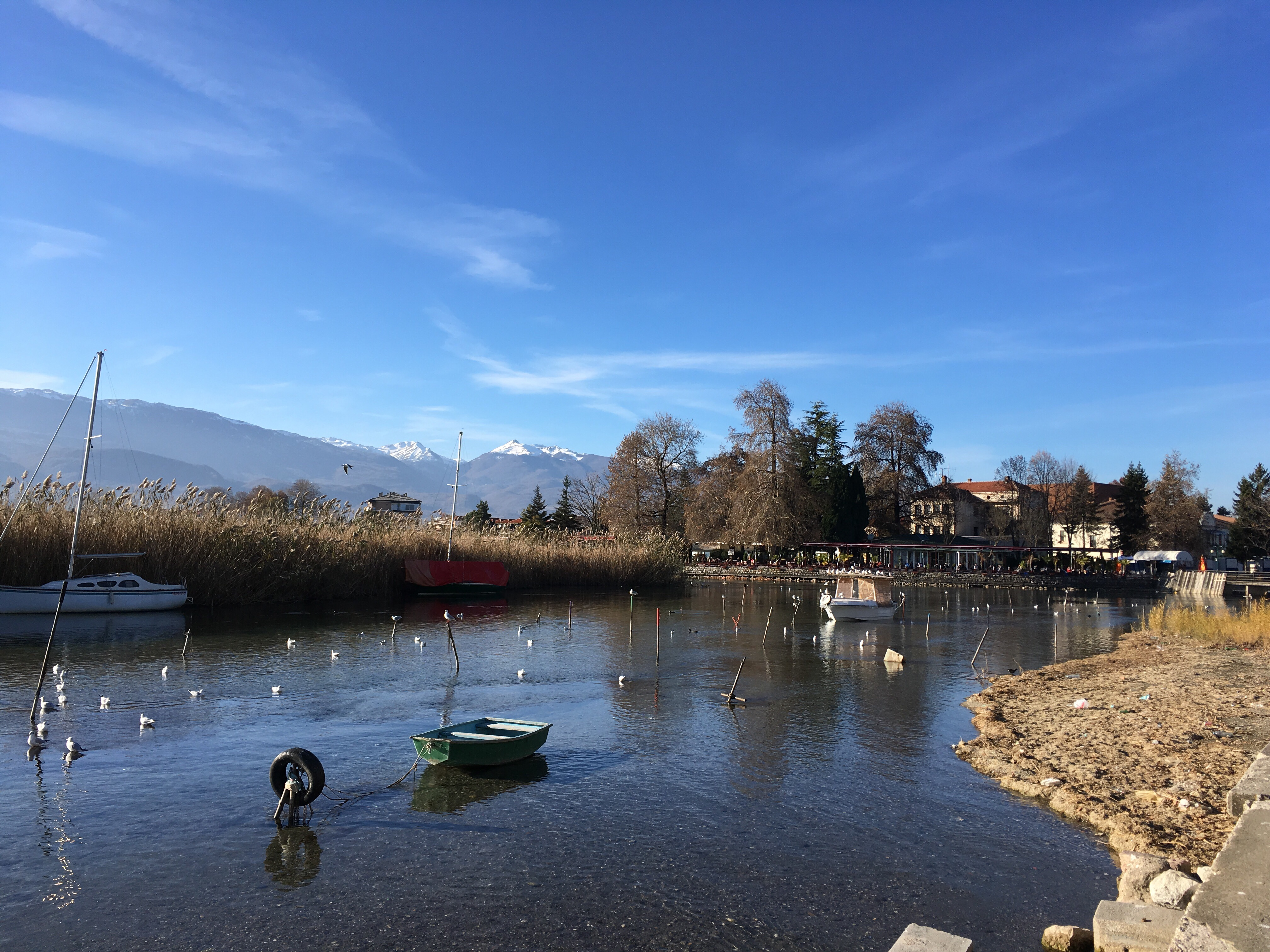
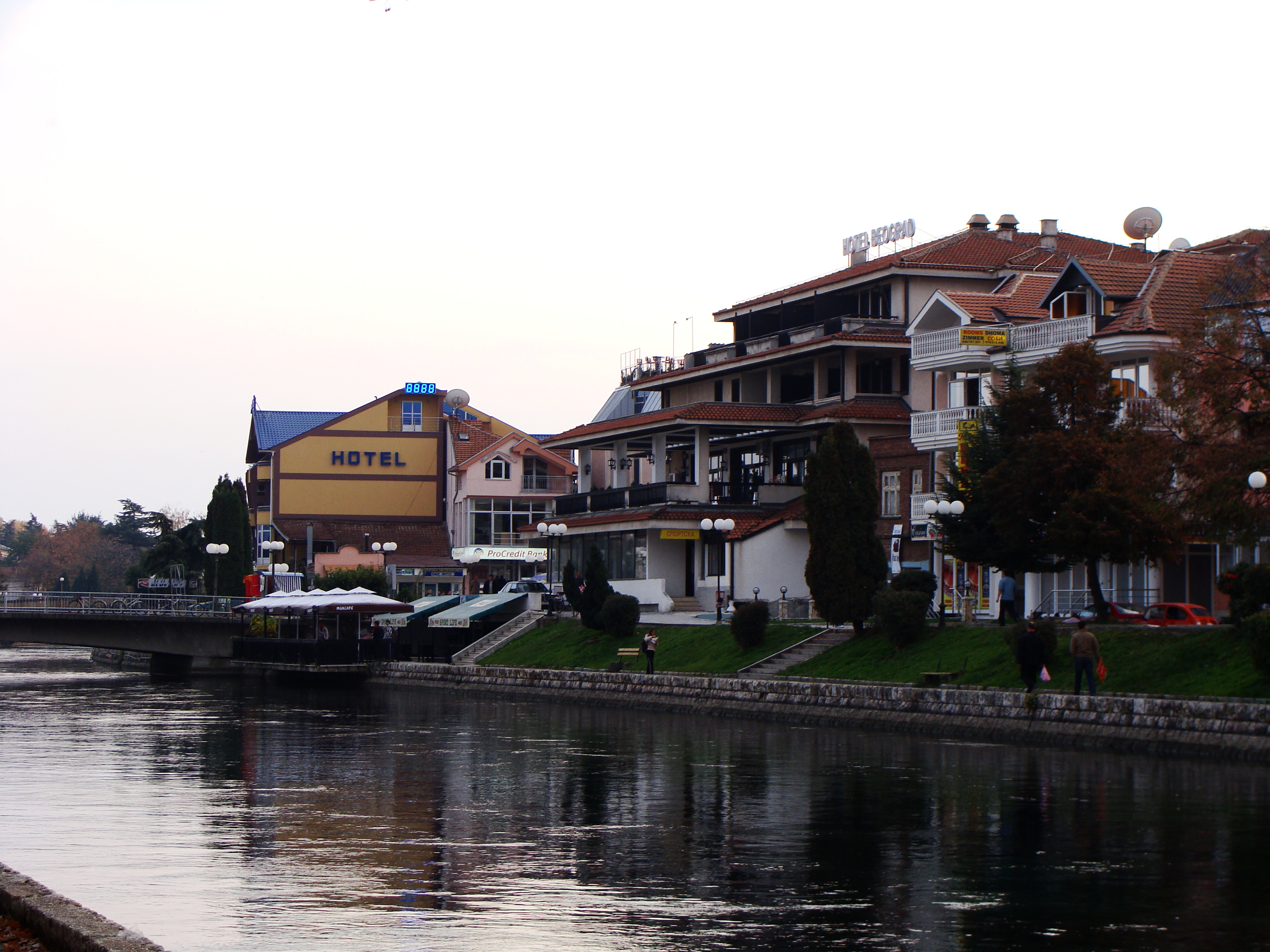